# Hoffmannia longipetiolata
Hoffmannia longipetiolata là một loài thực vật có hoa trong họ Thiến thảo. Loài này được Pol. mô tả khoa học đầu tiên năm 1877.